# Verda Erman
 (juin 2015).
Si vous disposez d'ouvrages ou d'articles de référence ou si vous connaissez des sites web de qualité traitant du thème abordé ici, merci de compléter l'article en donnant les références utiles à sa vérifiabilité et en les liant à la section « Notes et références ».
Pour les articles homonymes, voir Erman.
Verda Erman  (Istanbul, 1944 - Paris, 21 juillet 2014) est une pianiste turque.

## Biographie
En 2014, le 19 décembre, date de son anniversaire, de nombreuses manifestations eurent lieu en Turquie, en hommage à la mémoire de Verda Erman. En 2015, c’est à Paris qu’un hommage lui est rendu, grâce à ses amis, artistes de renom qui ont voulu témoigner de leur fidélité à son souvenir.
Verda Erman, Artiste d’État de la République de Turquie et soliste de l’Orchestre symphonique Présidentiel d’Ankara, est née à Istanbul où elle commença ses études avec Rana Erksan et Ferdi Statzer au Conservatoire d’Istanbul. Ses rapides progrès lui valurent l’attribution d’une bourse spéciale de la Turquie qui lui permit de poursuivre ses études au Conservatoire de Paris, où elle obtint son Premier prix de piano à l’âge de quatorze ans, dans la classe de Lucette Descaves. Elle se vit aussi décerner un Premier prix de musique de chambre dans la classe de Jean Hubeau. La pianiste continua ses études à Paris avec Lazare-Lévy et Marguerite Long. Après avoir obtenu le Prix de récital à l’Académie Marguerite Long, elle bénéficia de l’enseignement de Louis Fourestier à Paris, de Louis Hiltebrandt à Genève, Peter Feuchtwanger à Londres et Bruno Leonardo Gelber à Paris et Buenos Aires.
Verda Erman fut lauréate de plusieurs concours internationaux : Casella de Naples, Marguerite Long de Paris (1963), Montréal (1965), et Edgar Levintritt de New York. En mai 1971, la pianiste fit ses débuts à New York à l’Alice Tully Hall avec grand succès et elle donna, par la suite, plus de cent concerts et récitals aux États-Unis. Elle donna également de nombreux concerts et récitals dans plus de quarante pays parmi lesquels, le Royaume-Uni, l’Allemagne, la Suisse, la France, l’Autriche, la Norvège, le Danemark, l’Italie, la Russie, la Hongrie, la Roumanie, le Canada, le Brésil, l’Argentine, le Chili et l’Inde. Elle donna des concerts à Bonn (Beethoven Halle et Beethoven Haus), à Paris (Théâtre des Champs-Elysées, Palais de Chaillot, Salle Gaveau, Salle Cortot), à Naples (Teatro San Carlo), Saint-Pétersbourg (Salle de la Philharmonie), à Londres (Wigmore Hall), à Tokyo (Orchard Hall), à New York (Lincoln Center et Carnegie Hall), à Washington (Kennedy Center et Philipps Gallery), à Cleveland (Severance Hall), à Boston (Isabella Stewart Museum), à Budapest (Salle Ferenc-Liszt), à Salzbourg (Mozarteum), à Genève (Palais des Nations), etc.
Verda Erman fit ses débuts à Paris, à seize ans, avec l’Orchestre de la Société des concerts du Conservatoire, et s’est produite avec des orchestres prestigieux tels que l’Orchestre symphonique de Montréal, l’Orchestre Pasdeloup, l’Orchestre philharmonique Georges-Enesco de Bucarest, l’Orchestre d’État de Hongrie, la Philharmonique de Belgrade, l’Orchestre de la Radio-Télévision de Moscou, etc. En tant que soliste de l’Orchestre symphonique Présidentiel d’Ankara, elle a participé à plusieurs tournées en Europe et au Japon.
Verda Erman enregistra des œuvres de Beethoven, Berg, Brahms, Chopin, etc. en France et en Allemagne, et pour Hungaroton l'intégrale des œuvres pour piano solo d’Ulvi Cemal Erkin, ainsi que sa Symphonie concertante. Elle fut membre également des jurys de nombreux concours nationaux et internationaux de piano.

## Discographie
- Erkin, Œuvres pour piano seul (1995, Hungaroton HCD 31599)
- Erkin, Sinfonia Concertante pour piano et orchestre- Orchestre philharmonique de Budapest, dir. Hikmet Şimşek (1993, Hungaroton HCD 31528)